# فلور تریسستان
فلور تریسستان (انگلیسی: Flora Tristan; ۷ آوریل ۱۸۰۳ – ۱۴ نوامبر ۱۸۴۴) نویسنده اهل فرانسه بود.